# Cabrito da Gralheira
O Cabrito da Gralheira IGP é um produto de origem portuguesa com Indicação Geográfica Protegida pela União Europeia (UE) desde 21 de junho de 1996.
Os cabritos são das raças Charnequeira e Serrana, e seus cruzamentos.

## Agrupamento gestor
O agrupamento gestor da indicação geográfica protegida "Cabrito da Gralheira" é a CASSEPEDRO - Cooperativa Agro-Pecuária de São Pedro do Sul CRL.